# Kasteel Zevenbergen (Zevenbergen)
Kasteel Zevenbergen was een kasteel in Zevenbergen (Moerdijk) dat bewoond werd door de Heren van Zevenbergen. Het werd omstreeks 1290 gebouwd.
Het kasteel bevond zich nabij de huidige Markt. Het nu nog bestaande, maar zeer sterk verbouwde Huis Luchtenburg, aan Markt 23, was de neerhof van het kasteel.
Het kasteel werd in de 13e eeuw gebouwd en er huisde aanvankelijk de familie Van Zevenbergen in. In 1427 werd het, tijdens de Hoekse en Kabeljauwse twisten, ingenomen door Filips de Goede. Ook in 1573 had het te lijden. Het werd ingenomen door de Geuzen en in brand gestoken. In 1648 kwam het kasteel aan het Huis van Oranje. In 1728 echter, werd het kasteel gesloopt. Het puin werd gebruikt voor dijkversterkingen bij Walsoorden.
Tot het kasteel behoorde de zware Lobbekenstoren, die de Sint-Elisabethsvloed van 1421 overleefde.
De zogeheten Duiventoren of Noordtoren, waarvan de fundamenten in 1948 werden opgegraven en die onderdeel uitmaakte van de stadsmuur, is niet de Lobbekenstoren, hoewel ze vaak foutief zo genoemd werd en ook een straat in de buurt ervan naar de Lobbekenstoren werd vernoemd.
Ook het terrein van het kasteel zélf, gelegen tussen de Pastoor van Kessellaan, de Neerhofstraat, de Stationsstraat en de Doelstraat, werd archeologisch onderzocht. In 1980 werden ter plaatse puinresten aangetroffen, die echter niet duidden op aaneengesloten funderingsresten.

## Trivia
Een (ongetwijfeld veel later opgetekend) volksverhaal maakt melding van een zeemeermin die op 1 januari 1421 het haventje van Zevenbergen binnenzwom en dorst had. Ze vroeg om een nap zoet water, maar kreeg deze niet, waarop ze sprak: Zevenbergen zal vergaan, maar Lobbekenstoren zal blijven bestaan!. En inderdaad, spoedig kwam de Sint-Elisabethsvloed! Een dergelijk verhaal doet overigens bij diverse verdronken plaatsen de ronde, zoals bij Namen.